# Rio Itapecuru
Le rio Itapecuru est un fleuve du nord-est du Brésil qui coule dans l'État de Maranhão.
Il ne faut pas le confondre avec le rio Itapicuru, petit fleuve de l'État brésilien de Bahia. 

## Géographie
Le fleuve a une longueur de 845 kilomètres. Il naît au sud de l'État de Maranhão, dont il draine la partie orientale. Il se jette dans la baie de São José, dans la partie est du vaste golfe de Maranhão. 
Peu abondant, sa largeur varie de 50 à 120 mètres.
L'Itapecuru approvisionne en eau 75 % de la population de São Luís do Maranhão, outre plusieurs agglomérations moins importantes.

## Le bassin de l'Itapecuru
Le bassin du rio Itapecuru s'étend sur la partie orientale du Maranhão et est constitué de terrains relativement bas présentant de molles ondulations. Il se situe entre les bassins du rio Parnaíba (à l'est) et du rio Mearim (à l'ouest) .
Il occupe une surface de 54.027 kilomètres carrés, soit une superficie équivalente au dixième de celle de la France.

## Affluents
Ses principaux affluents sont les suivants : 
- rio Alpercatas
- rio Corrente
- rio Pucumã
- rio Santo Amaro,
- rio Itapecuruzinho
- rio Peritoró
- rio Tapuia
- rio Pirapemas
- rio Gameleira
- rio Codó
- rio Timbiras
- rio Coroatá

## Hydrométrie - Les débits mensuels à Cantanhede
Le débit du fleuve a été observé pendant 24 ans (1968-1992) à Cantanhede, localité du Maranhão située à 222 kilomètres de son embouchure dans la baie de São José. 
Le débit annuel moyen ou module observé à Cantanhede durant cette période était de 253 m3/s pour un bassin de 50 800 km2, soit plus de 90 % du bassin versant total du fleuve.
La lame d'eau écoulée dans cette partie de loin la plus importante du bassin de l'Itapecuru atteint ainsi le chiffre de 157 millimètres par an, ce qui peut être considéré comme plutôt médiocre, mais conforme aux valeurs observées dans la région du nordeste brésilien.
Le rio Itapecuru est un cours d'eau assez irrégulier, avec une période d'étiage parfois sévère, longue de près de sept mois allant de juin à décembre, et correspondant à une longue saison sèche. Le débit mensuel moyen des mois de la période des basses eaux est plus ou moins treize fois inférieur au débit mensuel moyen de la période de crue (octobre : 58,9 m3/s - avril : 793 m3/s). Sur la durée d'observation de 24 ans, le débit mensuel minimum a été de 35,1 m3/s (septembre-octobre), tandis que le débit mensuel maximal se montait à 2 570 m3/s et a été observé en avril. 